# Старый рынок (Братислава)
Старый рынок (словац. Stará tržnica) в Братиславе — памятник архитектуры начала XX века.

## История
На месте нынешнего Старого рынка располагался один из бастионов XV века, бывший в средние века частью системы городских укреплений. К концу XVIII века по приказу королевы Венгрии и Богемии Марии Терезии были снесены укрепления старого города, между старым городом и монастырем Братьев Милосердия образовалось огромное открытое пространство, на котором возникла стихийная рыночная торговля. В 1879 году по решению городской администрации эти площади были объединены и с тех пор называются Рыночной площадью. Стихийная неупорядоченная торговля, проходившая на этой площади, создавала проблемы для города, поскольку оставленные там отходы были постоянным источником потенциальных инфекций, а с другой стороны, торги, проходившие под открытым небом и пользовавшиеся спросом горожан, зависели от погоды. Целью было найти решение, благодаря которому продажа чувствительных пищевых продуктов (таких как мясные и молочные продукты) должна осуществляться в закрытых помещениях по гигиеническим соображениям. Городские власти также хотели привести в порядок эстетически непривлекательную площадь, которая в разросшемся городе постепенно оказалась в центре старого города. Именно поэтому в 1903 году был объявлен анонимный архитектурный конкурс, в котором могли принять участие архитекторы со всей Венгрии. Требовалось построить современный, закрытый и независимый от погодных условий торговый зал.
Победителем конкурса стал будапештский архитектор Эндре Макай (1847—1905). Второе место занял будапештский архитектор Адольф Ланг, на третьем месте — известная архитектурная фирма Марселя Комора и Дежё Якаба. Городской магистрат Пресбурга решил реализовать проект, предложенный Эндре Макаем, но после его смерти руководство проектом перешло к муниципальному инженеру Прессбурга Дьюле Лаубнеру, который внёс в него свои исправления и довел до завершения. Строительство велось в период с 1908 по 1910 год и было завершено 31 октября, городской рынок начал работать в новом здании уже на следующий день. Он выполнял функцию городского рынка более 50 лет. Торговля была прекращена в 1960 году. Здание было передано местному управлению культуры. До 1982 года в здании располагалась братиславская городская телестудия. В 1990 году здание было передано в коммунальную собственность Братиславы и в тот же год городские власти объявили международный конкурс на его реконструкцию. Рынок реконструирован в своем первоначальном архитектурном виде.
С 2013 года здание, остающееся в собственности города Братиславы, передано в управление гражданскому объединению «Альянс Старый рынок» (словац. Aliancia Stará Tržnica). Традиционные торги сельскими продуктами проходят еженедельно по субботам. В другие дни площади, не занимаемые постоянными арендаторами, используются в качестве площадки для культурных или социальных мероприятий. На постоянной основе площади здания арендуют различные кафе, пивные и винные рестораны, сувенирные мастерские.